# Semiothisa octolinearia
Semiothisa octolinearia är en fjärilsart som beskrevs av Swinhoe 1894. Semiothisa octolinearia ingår i släktet Semiothisa och familjen mätare. Inga underarter finns listade i Catalogue of Life.